# 15791 Yoshiewatanabe
15791 Yoshiewatanabe este o planetă minoră (asteroid), cu un diametru de 3,266 km, din centura de asteroizi. A fost descoperită pe 15 octombrie 1993 la Kitami de Kin Endate. 
Obiectul prezintă o orbită caracterizată de o semiaxă mare de 2,3802476 UAi, o excentricitate de 0,2, o înclinație de 3,35349 ° în raport cu ecliptica.